# Vologase V
Vologase V, anche Vologases (in partico 𐭅𐭋𐭂𐭔 Walagash) (Partia, ... – Partia, 208), è stato sovrano dei Parti dal 191 al 208.
Figlio di Vologase IV, ricoprì il ruolo di re d'Armenia dal 180 al 191 con il nome di Vologase II, malgrado del suo mandato si conoscano poche informazioni; una delle eccezioni riguarda la sua scelta, compiuta nel 189, di favorire al trono come re d'Iberia suo figlio Rev I (regnante dal 186 al 216). Alla morte di Vologase IV, accedette al trono dell'impero partico; fu allora che cedette il regno in Armenia a un altro suo figlio, Cosroe I. La sua successione non fu indiscussa: un sovrano rivale di nome Osroe II sembra si fosse insediato in Media prima della morte di Vologase IV, ma pare che Vologase V sia riuscito a sconfiggerlo in poco tempo.
Nel 193, si schierò dalla parte di Pescennio Nigro nella sua lotta contro l'altro pretendente al trono dell'impero romano, Settimio Severo, il quale, però, uscì vincitore dallo scontro. Severo attaccò di sorpresa il regno di Vologase nel 195; i romani avanzarono in Mesopotamia, occuparono la fortezza frontaliera di Nisibis e saccheggiarono la capitale partica, Ctesifonte (199) catturando e riducendo in schiavitù molti abitanti. Tentò di conquistare, senza successo la fortezza araba di Hatra. Mentre era impegnato nella lotta con i romani, si verificò un conflitto interno al sup impero, con il principe persiano locale Pabag che si impadronì di Istakhr, capitale della Persia meridionale. Nel 202 fu stipulata una pace che lasciava a tutti gli effetti Roma padrona della Mesopotamia.
A Vologase succedette il figlio maggiore, Vologase VI, ma la ribellione del figlio minore, Artabano IV, portò alla guerra civile.

## Nome
Vologase è la versione greca e latina derivante dal partico Walagaš (𐭅𐭋𐭂𐭔). Il nome è attestato anche in persiano moderno come Balāsh e in medio persiano come Wardākhsh (scritto anche Walākhsh). L'etimologia del nome non risulta chiara, anche se Ferdinand Justi propone che Walagaš, la versione più antica del nome, sia un composto dei termini "forza" (varəda) e "bello" (gaš o geš in persiano moderno).

## Biografia

### Re d'Armenia
Nel 180, quando egli era molto giovane (l'età esatta resta difficile da determinare), Vologase divenne il sovrano dell'Armenia con il nome di Vologase II, succedendo Soemo. Per tutto il I e il II secolo, il trono armeno fu solitamente occupato da un parente stretto del re dei re partico, il quale deteneva il titolo di "Grande Re d'Armenia". A differenza dei precedenti otto principi arsacidi che avevano governato l'Armenia, Vologase si assicurò che i suoi discendenti regnassero senza problemi sul trono armeno, dando così origine a un ramo cadetto della sua dinastia; essi avrebbero governato il territorio in esame fino alla soppressione del trono armeno compiuta da parte dei Sasanidi nel 428.
Nel 189, impose un altro suo figlio, Rev I, la cui madre era la sorella del sovrano farnavazide Amazasp II, in Iberia. I discendenti di Rev avrebbero governato l'Iberia fino al 284, quando furono rimpiazzati da un'altra famiglia partica, i Mehranidi.

### Re dell'impero partico
Nel 191, dopo la morte del padre Vologase IV, Vologase salì al trono partico e cedette il trono armeno al figlio Cosroe I (r. 191-217). Non è certo se la transizione del potere fu pacifica o funestata da una guerra civile. La sua pretesa al trono, tuttavia, non si dimostrò incontestata; un re rivale, Osroe II (190), si insediò in Media già prima della morte di Vologase IV, ma pare che il sovrano lo sconfisse in tempi brevi.

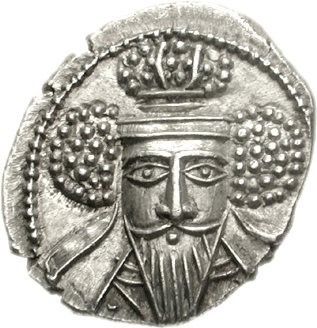
Moneta di Vologase V stampata a Ectabana

Vologase prese le parti dell'imperatore Pescennio Nigro (r. 193-194) nella sua lotta per il trono romano contro Settimio Severo (r. 193-211) nel 192-193, ovvero durante l'anno dei cinque imperatori. Inoltre, intervenne anche nelle questioni che interessavano i vassalli romani situati nel nord della Mesopotamia, ovvero l'Adiabene e l'Osroene. A causa di questa situazione, Settimio Severo, uscito vittorioso dalla lotta, attaccò l'impero partico nel 195. Severo avanzò in Mesopotamia, fece dell'Osroene una provincia romana ed espugnò la capitale nemica Ctesifonte nel 199. Allo stesso tempo, nelle province partiche della Media e del Fars si verificarono delle rivolte. Per celebrare i suoi trionfi, Settimio Severo si dichiarò Parthicus Maximus ("grande vincitore in Partia"), malgrado non riuscì a detenere le sue conquiste per mancanza di cibo e di rinforzi. Di conseguenza, ritirò le sue forze e, durante la marcia verso Occidente, tentò invano di conquistare la fortezza araba di Hatra per due volte, ritirandosi poi nella Siria.
Nel 202 fu ristabilita la pace, riaffermando il dominio romano in Armenia e nella Mesopotamia settentrionale. Ad ogni modo, secondo le parole dell'iranologo Touraj Daryaee, «la dinastia [aveva] perso molto del suo prestigio» e aveva raggiunto un «punto di svolta». I re di Istakhr non potevano in quel momento più dipendere dai loro indeboliti sovrani arsacidi. Infatti, nel 205/206, Pabag, un sovrano locale attivo nella Persia costiera, si ribellò e rovesciò il suo signore Gocihr, riuscendo a espugnare per sé la capitale Istakhr. Suo figlio Ardashir I avrebbe continuato le sue conquiste, rovesciando l'impero partico e fondando l'impero sasanide nel 224.
Vologase morì nel 208 e gli succedette il figlio Vologase VI (r. 208-228), ma un altro figlio, Artabano IV (r. 216-224), tentò di impadronirsi del trono pochi anni dopo, dando luogo a una guerra civile.

### Esplicative
1. ↑  Secondo lo storico armeno del V secolo Agatangelo, il re d'Armenia aveva una posizione di spessore nell'impero partico seconda soltanto al sovrano di Ctesifonte. Tuttavia, lo storico moderno Lee E. Patterson suggerisce che Agatangelo potrebbe aver accresciuto oltremodo l'importanza della sua patria: Patterson (2013), p. 188.

### Bibliografiche
1. 1 2 3 4 5  Chaumont e Schippmann (1988), pp. 574-580.
2. 1 2 3  Toumanoff (1986), pp. 543-546.
3. 1 2  Patterson (2013), pp. 180-181.
4. ↑  Russell (1987), p. 161.
5. ↑  Lang (1983), p. 517.
6. 1 2  Rapp (2014), p. 240.
7. ↑  Patterson (2013), p. 181, nota 18.
8. ↑  Sellwood (1983), p. 297.
9. 1 2 3  Dąbrowa (2012), p. 177.
10. 1 2 3 4  Daryaee (2010), p. 249.
11. ↑  Dąbrowa (2012), p. 187.
12. ↑  Daryaee (2012), p. 187.
13. ↑  Patterson (2013), p. 177.

### Fonti primarie
- Cassio Dione, Storia romana, LXXV, 1-3, LXXVI, 9, LXXVIII, 12.
- Erodiano, Storia dell'impero dopo Marco Aurelio, III, 1, 9.
- Severus, in Historia Augusta, vol. 15-16.

### Fonti secondarie
- (EN) M.L. Chaumont e K. Schippmann, Balāš, Sasanian king of kings, in Encyclopaedia Iranica, III, Fasc. 6, 1988,  pp. 574-580.
- (EN) Edward Dąbrowa, The Arsacid Empire, in Touraj Daryaee, The Oxford Handbook of Iranian History, Oxford University Press, 2012, ISBN 978-0-19-987575-7.
- (EN) Touraj Daryaee, Ardashir and the Sasanians' Rise to Power, in Anabasis, University of California, 2010,  pp. 236-255.
- (EN) Touraj Daryaee, The Sasanian Empire (224-651), in The Oxford Handbook of Iranian History, Oxford University Press, 2012, ISBN 978-01-99-73215-9.
- (EN) David M. Lang, Iran, Armenia and Georgia, in Ehsan Yarshater (a cura di), The Cambridge History of Iran, 3(1): The Seleucid, Parthian and Sasanian Periods, Cambridge, Cambridge University Press, 1983,  pp. 512-537, ISBN 0-521-20092-X.
- (EN) Lee E. Patterson, Caracalla's Armenia, in Syllecta Classica, vol. 2, Project Muse, 2013,  pp. 27-61, DOI:10.1353/syl.2013.0013.
- (EN) Stephen H. Rapp, The Sasanian World through Georgian Eyes: Caucasia and the Iranian Commonwealth in Late Antique Georgian Literature, Ashgate Publishing, Ltd, 2014, ISBN 978-14-72-42552-2.
- (EN) Stephen H. Rapp, Georgia before the Mongols, Oxford Research Encyclopedias: Asian History, Oxford University Press, 2017, DOI:10.1093/acrefore/9780190277727.013.282.
- (EN) James R. Russell, Zoroastrianism in Armenia, Harvard University Press, 1987, ISBN 978-06-74-96850-9.
- (EN) David Sellwood, Parthian Coins, in Ehsan Yarshater, The Cambridge History of Iran, 3(1): The Seleucid, Parthian and Sasanian Periods, Cambridge, Cambridge University Press, 1983, ISBN 0-521-20092-X.
- (EN) Cyril L. Toumanoff, Arsacids vii. The Arsacid dynasty of Armenia, in Encyclopaedia Iranica, II, Fasc. 5, 1986,  pp. 543-546.